# Scarpa d'oro 1974
La Scarpa d'oro 1974 è il riconoscimento calcistico che è stato assegnato al miglior marcatore assoluto in Europa tenendo presente le marcature segnate nel rispettivo campionato nazionale nella stagione 1973-1974. Il vincitore del premio è stato Héctor Yazalde con 46 reti nella Primeira Liga.

## Classifica finale
| Pos | Campionato       | Nome           | Squadra             | Gol |
| --- | ---------------- | -------------- | ------------------- | --- |
| 1   | Primeira Divisão | Héctor Yazalde | Sporting Lisbona    | 46  |
| 2   | Nationalliga     | Hans Krankl    | Rapid Vienna        | 36  |
| 3   | Division 1       | Carlos Bianchi | Stade Reims         | 30  |
| 3   | Bundesliga       | Jupp Heynckes  | Borussia M'gladbach | 30  |
| 3   | Bundesliga       | Gerd Müller    | Bayern Monaco       | 30  |